# Brzánky
Brzánky (deutsch Bresanken) ist eine Gemeinde in Tschechien. Sie liegt sechs Kilometer nordöstlich von Roudnice nad Labem im Elbtal und gehört zum Okres Litoměřice.

## Geographie
Das Dorf liegt rechtselbisch am Südhang des 278 m hohen Kegelberges Sovice (Sowitz). Nachbarorte sind Vetlá im Norden, Mastířovice und Kochovice im Nordosten, Záluží im Osten, Kozlovice im Süden, Kyškovice im Südwesten, Černěves im Westen sowie Chodouny im Nordwesten.

## Geschichte
Erstmals erwähnt wurde Brzánky im Jahre 1338 als Besitz des Klosters der Jungfrau Maria in Roudnice nad Labem. Zu dieser Zeit befanden sich bei dem Dorf ein klösterlicher Weinberg und Obstgärten. 1577 erwarb Wilhelm von Rosenberg das Dorf, später war es im Besitz der Familie Lobkowicz. Der Name des Dorfes stammt von brzo (frühzeitig) und nimmt Bezug auf die durch die Südhanglage günstigen Vegetationsbedingungen.

## Sehenswürdigkeiten
Vier historische Bauernhöfe in Brzánky wurden zu Kulturdenkmälern erklärt.